# Harmony Dies
Harmony Dies ist eine deutsche Death-Metal-Band aus Berlin, die im Jahr 1992 gegründet wurde.

## Geschichte
Die Band wurde im Jahr 1992 gegründet. Im selben Jahr erschienen mit Living Corpses und Slope die ersten beiden Demos. Im Jahr darauf schloss sich eine Split-Veröffentlichung zusammen mit Krisiun auf Morbid Records an. Die nächsten beiden Demos folgten in den Jahren 1994 und 1995 unter den Namen Third Output of Incompetence und Promo '95. 1996 erschien die EP Slaughtered. Das Debütalbum schloss sich im Jahr 1997 auf Ars Metalli unter dem Namen Don’t Trust an. Im Jahr 2000 begab sich die Gruppe in das Soundforge Studio, um das nächste Album I’ll Be Your Master unter der Leitung von Andreas Hilbert aufzunehmen. Der Tonträger erschien im selben Jahr. Im Folgejahr erschien das Live-Video Dying Live. Die nächste Split-Veröffentlichung erschien im Jahr 2002 zusammen mit Spawn unter dem Namen Hybrid Manifestation bei Poserslaughter Records. Im Oktober des Jahres kam Ulf Binder als neuer Gitarrist zur Band. Nachdem die Gruppe einen Vertrag bei Morbid Records erreichen konnte, folgte 2003 das Album Impact. Im selben Jahr erschien zudem eine Split-Veröffentlichung zusammen mit der griechischen Band Fleshart. In ihrer Karriere spielte die Band bisher zusammen unter anderem mit Gruppen wie Vader, Deeds of Flesh, In Flames, Dying Fetus, Deranged, Krisiun, The Haunted, Incantation und Mayhem. Im Jahr 2006 trat die Gruppe auf dem Up-from-the-Ground-Festival auf.
13 Jahre nach ihrem letzten Album erschien am 24. Mai 2016 mit Indecent Paths of a Ramifying Darkness erstmals neues Material in Form einer EP bei Defying Danger Records.

## Stil
Laut Martin Wickler vom Musikmagazin Metal Hammer spiele die Gruppe auf I’ll Be Your Master aggressiven Death Metal mit leichtem Hang zum Grindcore. Die Lieder seien dabei mal gradlinig, mal verspielt. Wickler fand, dass die Gruppe auf Impact klassischen Death Metal spiele, wobei das Tempo zwar fast immer hoch, die Lieder aber dennoch abwechslungsreich seien. Zudem arbeite die Band auch gelegentlich Einflüsse aus dem Thrash Metal ein.

## Diskografie
- 1992: Living Corpses (Demo, Eigenveröffentlichung)
- 1992: Slope (Demo, Eigenveröffentlichung)
- 1993: Rises from Black / Harmony Dies (Split mit Krisiun, Morbid Records)
- 1994: Third Output of Incompetence (Demo, Eigenveröffentlichung)
- 1995: Promo '95 (Demo, Eigenveröffentlichung)
- 1996: Slaughtered (EP, Folter Records)
- 1997: Don’t Trust (Album, Ars Metalli)
- 2000: I’ll Be Your Master (Album, Ars Metalli)
- 2001: Dying Live (Live-Video)
- 2002: Hybrid Manifestation (Split mit Spawn, Poserslaughter Records)
- 2003: Derangement… (Split mit Fleshart, Obliteration Records)
- 2003: Impact (Album, Morbid Records)
- 2016: Indecent Paths of a Ramifying Darkness (EP, Defying Danger Records)